# Radków
Radków é um município da Polônia, na voivodia da Baixa Silésia e no condado de Kłodzko. Estende-se por uma área de 15,07 km², com 2 427 habitantes, segundo os censos de 2016, com uma densidade de 161,5 hab/km².